# Архитектурная доминанта
Архитектурная доминанта — господствующий элемент в композиции ансамбля. Часто это высокое здание (например, главный корпус МГУ на Воробьевых горах в Москве) или вертикальная часть одного из зданий (например, башня и шпиль здания Главного Адмиралтейства в Санкт-Петербурге). Возвышаясь над окружающей застройкой, отмечает важный узел пространственного построения ансамбля.
Высотной доминантой называется объект архитектуры, которой доминирует благодаря высотному преимуществу над объектами близлежащей застройки. Примерами такого доминирования являются Центральный дом туриста в Москве, ЦНИИ робототехники и технической кибернетики в Санкт-Петербурге, так как высотные характеристики выделяют их в пространстве улицы и района.
Стилистической доминантой называется процесс доминирования, который осуществляется за счёт стилевого контраста между объектом и прилегающей застройкой. Примеры — Дом культуры имени Русакова в Москве, минский Дворец спорта, киевская гостиница «Салют».